# Pointe de Tso y Bots
Pointe de Tso y Bots är en bergstopp i Schweiz. Den ligger i distriktet Riviera-Pays-d'Enhaut och kantonen Vaud, i den sydvästra delen av landet, 60 km söder om huvudstaden Bern. Toppen på Pointe de Tso y Bots är 2 178 meter över havet.